# Symbrenthia sinica
Symbrenthia sinica är en fjärilsart som beskrevs av Moore 1899. Symbrenthia sinica ingår i släktet Symbrenthia och familjen praktfjärilar. Inga underarter finns listade i Catalogue of Life.